# Tomás Morales Pérez
Tomás Morales Pérez (30 de outubro de 1908 - 1 de outubro de 1994) foi um padre católico espanhol e membro professo dos jesuítas que fundaram os Institutos Seculares de los Cruzados de María. Morales mudou-se para Madrid ainda criança em 1909, onde estudou direito em Madrid no colégio de lá e obteve o doutoramento em Bolonha na Universidade de Bolonha. Entrou para os jesuítas em 1932 e foi ordenado uma década depois em Granada, antes de começar a servir como professor em Badajoz. Fundou o seu instituto secular com o propósito de exercer um apostolado social e a sua forte devoção mariana levou-o a escrever e a promover a recitação dos rosários com frequência.
Ele foi conhecido em vida por sua santidade e a causa de sua beatificação começou menos de uma década após sua morte em 2000. Ele foi intitulado Servo de Deus neste ponto. Ele foi intitulado Venerável em 8 de novembro de 2017, depois que o Papa Francisco confirmou que o falecido sacerdote havia levado uma vida modelo de virtudes heroicas.

## Vida
Tomás Morales Pérez nasceu em 30 de outubro de 1908 em Macuto, na Venezuela, filho de Antonio e Josefa. Foi batizado e confirmado na Basílica de Santa Ana de Caracas em 18 de abril de 1909 e um mês depois foi levado a Madri para morar ali.
Ele fez seus primeiros estudos no Colegio Aleman em Madrid de 1914 a 1917. Ele fez sua primeira comunhão na igreja paroquial de Buen Suceso em Madrid em 19 de março de 1917, enquanto naquele setembro ingressou no colégio jesuíta Nuestra Señora del Recuerdo em Chamartín de la Rosa de 1917 a 1924. Fez estudos complementares em Direito no colégio de Madrid e enquanto lá atuou em diversos movimentos. Ele serviu como membro da Asociación de Estudiantes Católicos e atuou também como seu presidente. Ele também foi o presidente da Federación de Estudiantes Católicos de Madrid de 1928 a 1930, enquanto também servia em algum momento como porta-voz da Junta Suprema de la Confederación de Estudiantes Católicos de España. Em 1929, ele começou um relacionamento com uma garota chamada Amparo, mas terminou em 1932, depois que ele recebeu um chamado concreto em 14 de maio para seguir os passos de Jesus Cristo. No colégio de Madrid foi o primeiro da turma a alcançar excelentes resultados. Em 30 de setembro de 1930 obteve a licenciatura e, posteriormente, obteve o doutorado em direito em 30 de junho de 1932, após uma passagem pelo colégio de Bolonha por cerca de seis meses.
Foi um mês depois disso, em 30 de julho de 1932, que ele entrou no noviciado jesuíta em Chevetognè, na Bélgica, com sua formação durando globalmente de 1932 a 1946; os períodos de noviciado e juniorado foram feitos na Bélgica de 1932 a 1936. Morales fez seus estudos filosóficos em Les Avins-en-Condroz na Bélgica e em Avigliana de 1936 até 1939, enquanto durante esse tempo seu pai Antonio morreu em 18 de março de 1938. Ele fez seus estudos teológicos em Granada de 1939 a 1942. Foi ordenado ao sacerdócio em 13 de maio de 1942 em Granada e celebrou sua primeira Missa em 14 de maio.
Morales serviu como professor de alemão e italiano em Badajoz de 1943 a 1945 e fez o terceiro período probatório nos jesuítas de 1945 a 1946 em Gandia em Valência e depois em Salamanca. Sua mãe Josefa morreu depois dessa época, em 1948. Em 1961 foi enviado para trabalhar em Badajoz e regressou a Madrid em outubro de 1963.
Morales fundou o Hogar del Empleado em 1946, que deveria atuar como um movimento apostólico dedicado às questões sociais e liderar um apostolado social. Ele também fundou as Cruzadas de Santa María em 1959 e a Pía Unión Cruzadas de Santa María em 1965. Morales fomentava uma devoção particular à Virgem Santíssima e promovia a recitação de rosários com frequência, pois escrevia e dizia que tais recitações eram um aspecto fundamental para a vida espiritual de uma pessoa. Morales elogiou o exemplo do Papa Pio VII que recitava rosários pelos pecadores e depois disso "obteve uma conversão" devido a isso. Ele também apontou como a recitação frequente levou ao resultado vitorioso na Batalha de Lepanto sobre o Império Otomano. Morales também destacou o exemplo da conversão do aristocrata alemão Barão John ab Eckersforff depois que São João Ogilvie lançou seu rosário em sua direção a caminho de sua direção que pousou em seu peito. Morales escreveu que "não nos deixa surdos a Cristo", mas torna as pessoas receptivas à Sua vontade para elas.
Em Ávila, a 7 de abril de 1994, sofreu uma queda que resultou numa fratura do fémur e necessitou de uma operação. A partir desse momento o seu estado de saúde começou a piorar e faleceu a 1 de Outubro devido a uma hipotermia em Alcalá de Henares. Seus restos mortais foram transferidos para a casa-mãe de sua ordem em 5 de novembro de 2002.

## Processo de beatificação
O processo de beatificação teve seus primeiros passos em 18 de dezembro de 1999, depois que o fórum para o processo diocesano foi transferido de Alcalá de Henares para Madrid. Morales recebeu o título de Servo de Deus depois que a Congregação para as Causas dos Santos emitiu o edito "nihil obstat " (sem objeções), lançando assim a causa. O Cardeal Arcebispo de Madrid, Antonio María Rouco Varela, abriu o processo diocesano em 24 de junho de 2000 e o encerrou posteriormente em 18 de março de 2007; a CCS posteriormente validou este processo em Roma em 17 de outubro de 2008 e recebeu o dossiê Positio da postulação em 2013 para avaliação.
Teólogos confirmaram a causa em sua reunião em 6 de outubro de 2016, enquanto os membros cardeais e bispos que compõem a CCS também deram um voto positivo à causa em sua reunião em 17 de outubro de 2017. Morales foi intitulado Venerável em 8 de novembro de 2017, depois que o Papa Francisco confirmou que Morales viveu uma vida de virtudes heroicas.